# Brendan Bradley
Brendan Andolsek Bradley (nacido el 5 de mayo de 1983) es un actor, director, productor, escritor e intérprete de realidad virtual estadounidense. Es mejor conocido por interpretar al personaje publicitario Guy en comerciales de radio y televisión de Staples. Se ha destacado por su trabajo en más de 100 proyectos televisivos e interactivos para PBS, CBS, Legendary Entertainment, Fine Brothers, Comedy Central, el videojuego Resident Evil: Village y otros.
Como escritor, escribió la obra de teatro Jettison, el Musical de realidad virtual, Non-Player Character, la serie de comedia Squatters, Video Game Reunion and Non-Transferable y A Tale Told By An Idiot, ambas películas que también dirigió. También se desempeñó como director y productor de Assassin's Creed: The Musical, SONA y Baby X.
Fundó The Innovation Lab en la Tisch School of the Arts y es reconocido como pionero en teatro inmersivo en vivo en realidad virtual.

## Primeros años
Bradley nació y creció en Durham, Carolina del Norte. Comenzó a aparecer en obras de teatro en Raleigh Little Theatre. Durante su último año de secundaria, produjo su primera obra de teatro.
Él cofundó RASH! Theater Company que operó del 2002 al 2005 produciendo obras, entre ellas Goonies: The Musical.

## Educación
Bradley se graduó de la Academia Durham en Durham, Carolina del Norte, con un título de escuela secundaria y recibió una Licenciatura en Bellas Artes con honores en Teatro de la Escuela de Artes Tisch de la Universidad de Nueva York. Mientras asistía a la Universidad de Nueva York, Bradley pasó algún tiempo en Londres en la Real Academia de Arte Dramático estudiando Shakespeare in Performance.

## Carrera
Bradley comenzó su carrera después de asistir a la Universidad de Nueva York, el Instituto Lee Strasberg y la Real Academia de Arte Dramático.
Al mudarse a Los Ángeles, Bradley comenzó a producir comerciales en línea antes de desarrollar su propia serie de comedia con guion original, Squatters. Squatters llamó la atención de The Story with Dick Gordon y TubeFilter News de National Public Radio, lo que llevó a los 14 episodios lanzados en Dailymotion como su primera serie web de comedia original.
Comenzó su papel como Guy, el peculiar y hablador empleado de Staples en una serie de comerciales en enero de 2015, y fue portavoz nacional de Staples.
La primera obra de Bradley, Jettison, fue encargada por Impetuous Theatre Group para Swim Shorts 3, un festival de obras de un acto que tuvo lugar en una piscina en la azotea del centro de Manhattan. Jettison fue publicado en One Acts of Note en 2009 por Desert Road Publishing y fue producido como parte de The Signature Shorts Series en el Arsht Center de Miami.

### Cine y televisión
El rodaje comenzó en 2009 para el largometraje Friends (With Benefits), protagonizado por Bradley. También protagonizó Redwoods y Love Conquers Paul. Bradley ganó el premio al "Mejor actor" en Methodfest. Poco después, en 2010, Bradley hizo su debut televisivo con la serie web The Legend of Neil, que se distribuyó en Comedy Central. A continuación, en 2011, apareció en la serie de MTV Death Valley y en el final de la serie Wizards of Waverly Place.
Bradley apareció en Frankenstein, MD como Eli Lavenza, una adaptación moderna de Elizabeth Lavenza, de la novela Frankenstein de Mary Shelley de 1818. La serie web, producida por PBS Digital Studios y Pemberley Digital, se estrenó el 19 de agosto de 2014 y concluyó el 31 de octubre de 2014. El programa se emitió en la televisión nacional e internacional en 2017 a través de un acuerdo con Sinclair Broadcast Group.
Bradley interpretó a trillizos en Elementary de CBS en 2015. El mismo año apareció en el drama legal de CBS Doubt y enThe Haves And The Have Nots de Tyler Perry.
Durante el período de 2015 a 2017, Bradley interpretó al vendedor llamado Guy en una serie de comerciales de radio y televisión para Staples, Inc.
En el año 2017, Bradley protagonizó la película In Vino, junto a Ed Asner y Sean Young. Luego de ese proyecto se estrenó su ópera prima como director de cine InTransferible. La película se asoció con Turkish Airlines y varios influencers de YouTube.
En 2018, Bradley apareció en Timeless, American Housewife y repitió su papel en The Haves And Have Nots.
En 2022, el tercer guion cinematográfico de Bradley, The Plus One, fue dirigido por Erik White, protagonizado por Ashanti, Cedric the Entertainer, Michelle Hurd, Cassie Scerbo y Brendan Bradley.

### Medios digitales e interactivos
Bradley es el creador, escritor, director y estrella de Squatters, una serie web que se emitió de 2010 a 2012 en Dailymotion como su primera serie web de comedia original.
En 2013, Bradley protagonizó la serie de parodia viral School of Thrones como Renly Baratheon. Poco después, en 2014, Bradley dirigió y produjo Assassin's Creed The Musical para Machinima. El proyecto fue adquirido por Rooster Teeth en 2019.
Después de eso, en 2016 Bradley creó el corto animado Baby X, adaptado del cuento X: A Fabulous Child's Story. La película de 11 minutos recibió elogios de Joe Blevins de The AV Club, quien escribió que su estilo de animación logró imitar el estilo visual de su texto original, y de Kristina Marusic de NewNowNext, quien la describió como "hermosa y conmovedora". También se utilizaron clips de la película en Hidden Brain de NPR. En 2019, Bradley creó y lanzó un cortometraje secuela, Baby S.
En el año 2017, dirigió, produjo y protagonizó la serie de ciencia ficción digital SONA, que fue adquirida por Legendary Entertainment en 2018. Bradley diseñó una experiencia virtual para el lanzamiento en la Comic Con de San Diego con una sala de escape de realidad virtual 6DoF.
En 2018, Bradley comenzó a escribir, producir y dirigir A Tale Told By An Idiot, una adaptación moderna de Macbeth de Shakespeare que parodia la realidad virtual y los juegos de criptomonedas. El proyecto de medios mixtos experimentó con películas de acción real, captura de movimiento y animación 3D.
Bradley apareció en 2020, como intérprete de captura de movimiento y actor de voz en Resident Evil: Village para Capcom.

### Realidad virtual
En 2017, Bradley fundó The Innovation Lab en la Tisch School of the Arts de la Universidad de Nueva York para introducir tecnologías emergentes en la formación de actuaciones en vivo. Cuando las escuelas y el teatro cerraron durante el COVID-19, el laboratorio giró para que los estudiantes asistieran, aprendieran y actuaran en realidad virtual.
Bradley lanzó The Future Stages en julio de 2020, una experiencia de cine virtual 3D personalizable y gratuita que utiliza la plataforma WebXR, Mozilla Hubs. En octubre de 2020, presentó la obra de su autor, Jettison, en Future Stages. La obra de realidad virtual Jettison se convirtió en finalista del premio a la innovación del Producer Guild of America.
Durante el cierre de 2020, Bradley transmitió en vivo un espectáculo individual, cambiando sin problemas entre 5 modos de narración AR/VR/XR/MR/2D para el Museo de Ciencias, incluido teatro en vivo en realidad virtual basada en web (WebVR).
Al año siguiente, Bradley fue invitado a escribir e interpretar un prototipo de teatro musical interactivo, Non-Player Character, en el Mugar Omni Dome Theatre permitiendo al público in situ ingresar como participante del concierto de realidad virtual, usando un visor de realidad virtual o como espectador sentado de la experiencia proyectada en la pantalla domo IMAX. Bradley trabajó y amplió el Non-Player Character VR Musical, actuando en vivo en FIVARS, Mozilla Festival, ganando el premio a la Mejor experiencia inmersiva interactiva de realidad virtual en el Festival XR de Queensland (Qld) y nominado al premio The Indie Creator Auggie en la Augmented World Expo. como parte de OnBoardXR.
En 2021, Bradley fundó y organizó OnBoardXR, un acelerador de temporada para explorar y apoyar a creadores inmersivos en vivo que experimentan con la realidad virtual en presentaciones en vivo. OnBoardXR utiliza la plataforma web VR Mozilla Hubs ejecutando código personalizado en la nube de Amazon Web Services y produjo estrenos mundiales virtuales y oradores en FIVARS, SIGGRAPH y Mozilla Festival. En septiembre de 2021, Bradley fue incluido en la lista 100 Original Voices in XR creada por el ex desarrollador de Apple y Google Avi Bar-Zeev. En ese momento, se unió al elenco de la obra VRChat de Ferryman Collective, Severance Theory: Welcome To Respite, actuando en vivo en el Festival Internacional de Cine de Venecia, Raindance Immersive y el Festival de Cine de Kaohsiung.
El 12 de febrero de 2022, Bradley actuó y produjo un show de medio tiempo en vivo en realidad virtual en los premios Polys XR, informado como "el primer espectáculo de medio tiempo en vivo en el metaverso". El 12 de marzo de 2022, protagonizó la experiencia interactiva de realidad virtual Gumball Dreams en SXSW.

### Música
Bradley lanzó su sencillo debut “Reprogram Me” de Workshop Cast Recording of Non-Player Character el 8 de julio de 2022, debutando en el puesto 25 en la lista de bandas sonoras de i Tunes de EE. UU. El 2 de septiembre de 2022 se lanzó un álbum original del elenco de Workshop grabado en Fever Tree Studios con el productor y arreglista Maurice Soque Jr.

## Filmografía

### Televisión
| Año  | Título                      | Papel                                   | Notas                                  |
| ---- | --------------------------- | --------------------------------------- | -------------------------------------- |
| 2020 | Wayward Guide               | Odie Doty                               |                                        |
| 2020 | A Tale Told by an Idiot     | Mac                                     | 10 episodios                           |
| 2019 | Last Call: Live             |                                         | 5 episodios                            |
| 2019 | Hype                        | Bear                                    |                                        |
| 2019 | The Haves and the Have Nots | Agente Welles / Oficial Welles          | 3 episodios                            |
| 2018 | Sidepiece                   | Will                                    |                                        |
| 2018 | Sona                        | Akiva                                   | 6 episodios                            |
| 2018 | American Housewife          | Oficinista #2                           | Episodio: Mom Guilt                    |
| 2018 | Timeless                    | Daly                                    | Episodio: Mrs. Sherlock Holmes         |
| 2017 | Doubt                       | Hayden                                  | Episodio: Running Out of Time          |
| 2016 | The Haves and the Have Nots | Oficial Welles                          | Episodio: "It's Ok to Love"            |
| 2016 | Nuclear Family              | Dom                                     | 1 episodio                             |
| 2016 | Sing It!                    | Eli Savage                              | 2 episodios                            |
| 2016 | FBE Sketches                | Secuestrador                            | Episodio: Gunpoint Ransom              |
| 2015 | Elementary                  | Timothy Wagner/Otto Neuhaus/Evan Farrow | Episodio: "Tag, You're Me"             |
| 2015 | Muzzled the Musical         | Prince Dashing                          | 3 episodios                            |
| 2015 | 52 Ways to Break Up         | Tinder Todd                             | 2 episodios                            |
| 2015 | JustBoobs Sketch            | Actor / locutor                         | 3 episodios                            |
| 2014 | Frankenstein, MD            | Eli Lavenza                             | 13 episodios                           |
| 2014 | Progress: Ask a Cam Harlot  | Ale Barrett                             | 2 episodios                            |
| 2014 | Q.V.G                       | Gripp Rockson                           | 17 episodios                           |
| 2014 | Mixed                       | Trevor (GOP) Biden                      |                                        |
| 2013 | Mr. Box Office              | Lars Frankenheimer                      | Episodio: "Fifty Shades of Gray Hair"  |
| 2013 | School of Thrones           | Renly Baratheon                         | 3 episodios                            |
| 2013 | Walk of Shame               | Derek                                   | Episodio: You've Got Males             |
| 2013 | The Dark Knight Retires     | Derek                                   | 1 episodio                             |
| 2013 | Hipsterhood                 | Jake                                    | 4 episodios                            |
| 2012 | NCIS                        | Invitado                                | Episodio: "Devil's Trifecta "          |
| 2012 | Wizards of Waverly Place    | Hank Russo                              | Episodio: "Rock Around the Clock"      |
| 2011 | Death Valley                | Oficial Brown                           | Episodio: "Assault on Precinct UTF"    |
| 2010 | Squatters                   | Hank Pitman                             | Personaje regular, guionista, director |
| 2009 | The Legend of Neil          | Hada masculina                          | 3 episodios                            |

### Películas
| Año  | Título                   | Papel             | Notas            |
| ---- | ------------------------ | ----------------- | ---------------- |
| 2021 | Something About Her      | Gary              |                  |
| 2020 | Inner Child              | Zeke              |                  |
| 2017 | In Vino                  | Jean              |                  |
| 2017 | Tales from Old Town II   | Travis Pierce     |                  |
| 2016 | Non-Transferable         | Josh Merit        | También director |
| 2015 | An American in Hollywood | Eric              |                  |
| 2014 | Hate from a Distance     | Ned               |                  |
| 2014 | Temp Girls               | Empleado temporal |                  |
| 2010 | The Last Harbor          | Ken Sikorski      |                  |
| 2009 | Friends (With Benefits)  | Brad              |                  |
| 2009 | Love Conquers Paul       | Paul              |                  |
| 2008 | September 12th           | Daniel            |                  |
| 2008 | Redwoods                 | Everet            |                  |
| 2005 | Camp Slaughter           | Paul Marq         |                  |